# Калчо Фоджа 1920
Унионе Спортива Фоджа (на италиански: Unione Sportiva Foggia) е италиански футболен клуб от град Фоджа, Апулия. Клубът е основан през 1920 и последно са се състезавали в Серия А през 1995 година.

## История
До 1964 г. Фоджа се състезава в по-ниските дивизии на Италия. Промоция за Серия А печели през 1964 г., където прекарва три сезона. Следват близо две десетилетия на непрекъснато движение между Серия А и Серия Б. В първия си сезон в елита завършват на 9-о място. Втора промоция постигат през 1970 г., но се задържат едва един сезон. През 1976 г. отново се класират за Серия А. Един от най-забележимите играчи за този период в клуба е полузащитника Луиджи Дел Нери. През 1980 г. Фоджа изпадат в долните лиги. През 1989 г. печелят промоция обратно за Серия Б. За старши треньор е назначен чехът Зденек Земан, с когото клуба свързва най-големите си успехи. През 1991 година Фоджа отново се завръща в Серия А, и завършва 9-и в крайното класиране. По това време водещ голмайстор на отбора е Джузепе Синьори. През този сезон клуба записва най-голямата си загуба в елита, губейки у дома с 8:2 от бъдещия шампион Милан, като на полувремето води с 2:1. В следващите два сезона Фоджа завършва в средата на таблицата до 1994 година когато Земан напуска за да поеме столичния Лацио.
Напускането на Земан се отразява зле на отбора, който в първия полусезон на 1994 – 95 г. се намира в „златната среда“. Необясним срив във формата на клуба слага край на престоя му в Серия А, и в следващите четири години изпада до Серия Ц1, а през 1999 г. до Серия Ц2. След четири години в четвърта лига на Италия, през 2003 г. печели промоция за Серия C1.
През 2007 г. Фоджа печели Купата на италианската Серия Ц, и когато е на крачка от Серия Б, губи плейофа от Авелино, като приключва редовния сезон на четвърто място.

## Успехи
Серия А – 12 сезона
Серия Б – 25 сезона
Серия Ц – 38 сезона
Серия Д – 6 сезона

## Известни бивши футболисти
- Хосе Чамот
- Луис Оливейра
- Луиджи Дел Нери
- Франческо Баяно
- Луиджи Ди Биаджо
- Флавио Рома
- Джузепе Синьори
- Браян Рой
- Дан Петреску
- Игор Шалимов
- Игор Коливанов

## Бивши треньори
- Зденек Земан
- Делио Роси

## Български играчи
- Михаил Иванов: 2010/11 (наем) - (16 мача - 0 гола)